# انحراف زمانی
انحراف زمانی (به انگلیسی: Time deviation) (اختصاری تی‌دی‌ئی‌وی)، همچنین به عنوان شناخته {\displaystyle \sigma _{x}(\tau )} شده است، پایداری زمانی فاز x برحسب بازه مشاهده τ منبع کلاک اندازه‌گیری شده است؛ بنابراین انحراف زمانی یک نوع انحراف استاندارد اندازه‌گیری را تشکیل می‌دهد تا ناپایداری زمانی منبع سیگنال را نشان دهد. این یک نوع مقیاس‌شده از پایداری فرکانس انحراف آلن است. معمولاً از انحراف آلن اصلاح‌شده تعریف می‌شود، اما ممکن است از برآوردگرهای (به انگلیسی: estimators) دیگری استفاده شود.
وردایی زمانی (به انگلیسی: Time variance) (اختصاری تی‌وار) همچنین به عنوان {\displaystyle \sigma _{x}^{2}(\tau )} پایداری زمانی فاز برحسب فاصله مشاهده تاو است. این یک نوع مقیاس‌شده از وردایی آلن اصلاح‌شده است.
تی‌دی‌ئی‌وی یک متریک است که اغلب برای تعیین جنبه‌ای از کیفیت سیگنال‌های زمان‌بندی در کاربردهای مخابراتی استفاده می‌شود و یک تحلیل آماری از پایداری فاز یک سیگنال در یک دوره معین است. اندازه‌گیری‌های یک سیگنال زمان‌بندی مرجع به مقادیر تی‌دی‌ئی‌وی و بیشینه خطای بازه زمانی (ای‌تی‌آی‌ئی) آن اشاره می‌کند و آنها را با ماسک‌ها یا اهداف مشخص مقایسه می‌کند.

## تعریف
رایج‌ترین برآوردگر از وردایی آلن اصلاح‌شده استفاده می‌کند
{\displaystyle \sigma _{x}^{2}(\tau )={\frac {\tau ^{2}}{3}}\operatorname {mod} \sigma _{y}^{2}(n\tau _{0})}
که در اینجا {\displaystyle \tau =n\tau _{o}} . اگر انحرافات در x تصادفی و ناهمبسته باشند (نویز سفید)، عدد ۳ در مخرج، تی‌وار را به اندازه وردایی کلاسیک، نرمال می‌کند.
یا تی‌دی‌ئی‌وی، که ریشه مربع تی‌وار است، ممکن است از انحراف آلان اصلاح‌شده (ام‌دی‌ئی‌وی) به دست آمده باشد.
{\displaystyle \sigma _{x}(\tau )={\frac {\tau }{\sqrt {3}}}\operatorname {mod} \sigma _{y}(n\tau _{0})}

## یادداشت
1. ↑  مقدار معین‌شده از چیزی، الگو